# Dendrerpetontidae
Dendrerpetontidae is een familie van uitgestorven temnospondyle Batrachomorpha (basale 'amfibieën').
Het begrip wordt ook wel gespeld als Dendrerpetidae.